# Ștefan Barbu
Ștefan Barbu (n. 2 martie 1908, Arad, Austro-Ungaria – d. 30 iunie 1970, Arad, România) a fost un fotbalist român, care a jucat pentru echipa națională de fotbal a României la Campionatul Mondial din 1930 (Uruguay). În sezonul 1935-1936, Barbu a devenit golgheterul Ligii I. După cariera de fotbalist a fost arbitru 15 ani. În 1957 a fost președintele clubului CFR Arad.

## Cariera
Ștefan Barbu a început să joace fotbal la echipa de juniori a Olimpiei Arad, în anul 1920. După un an, el se transferă la Gloria Arad, unde joacă mai întâi ca junior, apoi, din 1925, când va împlini 17 ani, va bifa primele meciuri ca senior. Barbu II va debuta încă de tânăr și la echipa națională de fotbal a României, evoluând în meciul România - Polonia 3-3, desfășurat în 1927, când acesta avea doar 19 ani.
În anul 1930, el revine la Olimpia Arad, fiind selecționat și în lotul echipei naționale a României pentru turneul final al Campionatului Mondial din Uruguay. Barbu a evoluat în ambele meciuri susținute de România, împotriva naționalei statului Peru și împotriva Uruguayului. Tot în 1930, Barbu avea să bifeze ultimul său meci la echipa națională, împotriva Bulgariei.
Sezonul 1932-1933 îl va găsi pe Barbu II la fosta sa formație, Gloria Arad, el marcând 5 goluri în 7 meciuri în acest sezon al Diviziei A. Avea să urmeze o nouă despărțire de Gloria Arad, Barbu II ajungând, de data aceasta, la una din formațiile puternice din Capitală, CFR București, cu care a câștigat de trei ori Cupa României. În prima finală, finala ediției 1934-1935, Ștefan Barbu avea să marcheze golul decisiv al Rapidului împotriva celor de la Ripensia Timișoara, în minutul 97, la scorul de 5-5.
Tot ca jucător al Rapidului, Ștefan Barbu a devenit golgheter al Ligii I (sezonul 1935-1936), el marcând 23 de goluri în 20 de meciuri.
În 1938, Barbu s-a întors la Arad, iar apoi, în anul 1941, s-a retras din cariera de fotbalist. După retragere, el a devenit arbitru, practicând timp de cincisprezece ani această meserie. În anul 1957, Barbu II a fost numit președintele clubului CFR Arad. A decedat la data de 6 iunie 1970, la vârsta de 62 de ani.

## Palmares
- Câștigător al Cupei României (1934–1935, 1935–1936, 1937–1938)
- Golgeter în sezonul de Divizia A (1935-1936)[3]